# Lichte spitskopmot
De lichte spitskopmot (Ypsolopha nemorella) is een vlinder uit de familie van de spitskopmotten (Ypsolophidae). De wetenschappelijke naam is gepubliceerd in 1758 door Linnaeus in de tiende editie van Systema naturae.
De soort komt voor in Europa.